# 亞伯氏光肋螺
亞伯氏光肋螺（学名：Viriola abbotti）为左錐螺科雙肋螺屬下的一个种。